# IS-7

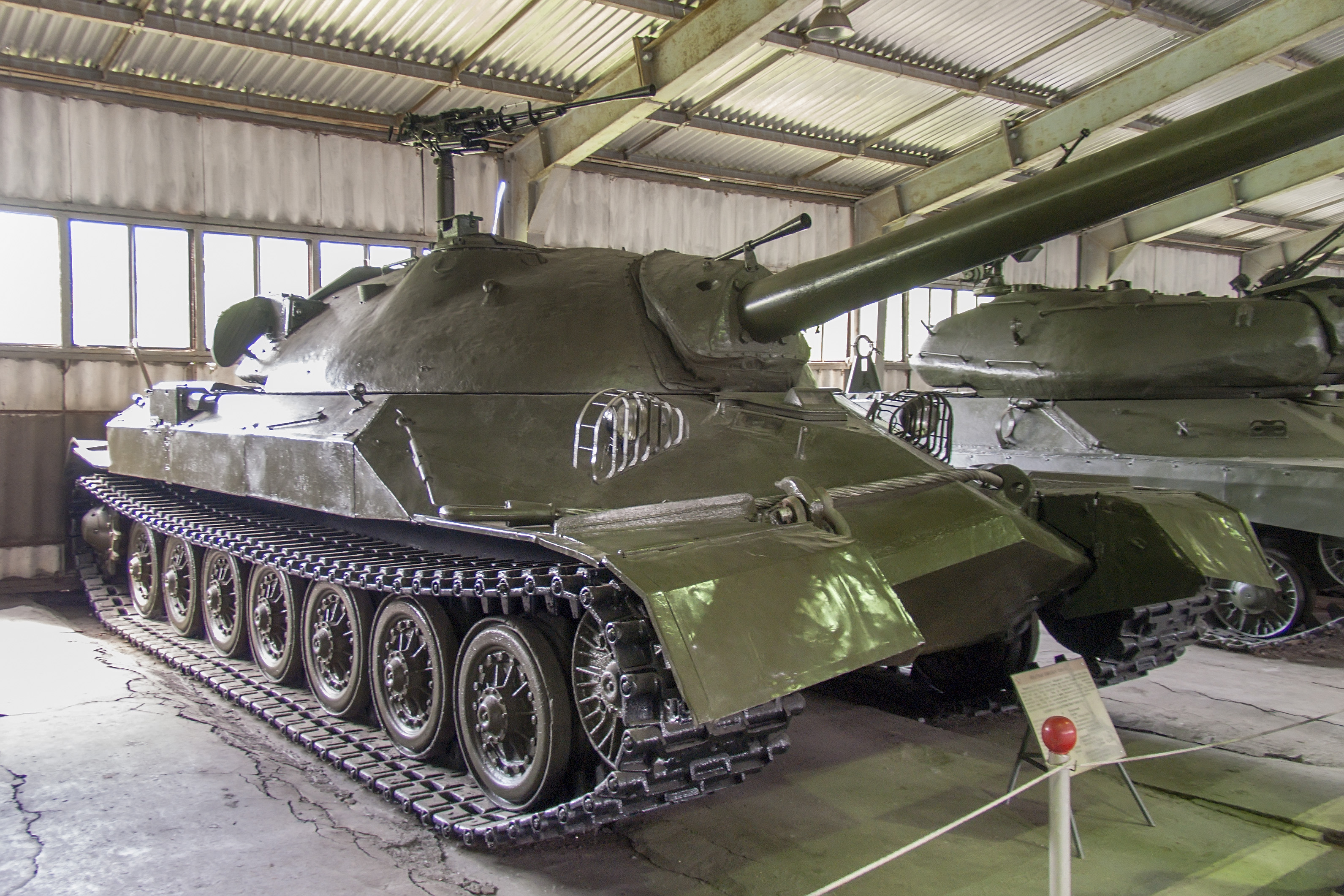
IS-7 al museo di Kubinka

Il carro pesante IS-7, noto anche come Object 260 (nome del progetto), è un carro armato sovietico il cui sviluppo iniziò nel 1945. Il veicolo è esistito solo in forma di prototipo e la messa in servizio fu cancellata in favore del carro armato T-10.

## Progettazione e produzione
Nel 1945, Nikolaj Fedorovič Shashmurin iniziò a Leningrado la progettazione del carro pesante IS-7. Con il peso di 68 tonnellate, pesantemente corazzato e armato con un cannone da 130 mm S-70 a canna lunga, era il membro più grande e pesante della famiglia IS e uno dei progetti più avanzati di carri pesanti.
L'armatura è stata progettata in modo simile all'IS-3, con un naso a punta sulla parte superiore dello spalto con 150 mm di armatura inclinata a 65°. Questa armatura è stata progettata per resistere ai colpi del Pak 44 da 12,8 cm del carro Jagdtiger da una distanza minima di 1 km (0.62 mi) . Lo spalto inferiore è stata progettata per essere di 100 mm, ma una misura presa da Nicholas Moran ha rilevato uno spessore di 110-120 mm a seconda delle variazioni di saldatura. L'armatura sui lati era di 150 mm sulla piastra laterale superiore e 100 mm sulla piastra laterale inferiore. Dietro la piastra laterale inferiore, i sacchetti gonfiabili potrebbero contenere carburante. Il mantello della torretta aveva uno spessore di 350 mm e la torretta stessa tra 240-250 mm inclinata a 50-60 gradi. Quando viene colpito frontalmente, l'angolo estremo che presenta il naso a punta si traduce in una probabilità molto più elevata di rimbalzo. Pertanto, la protezione dell'armatura poteva essere migliorata senza dover utilizzare quantità eccessive di materiali. Tuttavia, se il muso fosse stato colpito con un'angolazione laterale, non sarebbe stato abbastanza spesso da far rimbalzare il proiettile.
L'interno del carro ha una forma a "V" se visto dalla parte anteriore, questo in modo che l'armatura laterale fosse distanziata. Nonostante il suo peso, era facile da guidare grazie ai numerosi assistenti idraulici. I caricatori hanno notato che l'IS-7 era comodo e che il caricatore automatico era facile da usare. È stato anche in grado di raggiungere una velocità massima di 60 km/h, grazie a un motore diesel da 1050 cavalli, che gli conferisce un rapporto peso/potenza di 15,4 CV/tonnellata, un rapporto superiore alla maggior parte dei carri medi contemporanei. La sua armatura non era solo immune ai colpi del Jagdtiger ma era addirittura a prova del suo 130mm.
Per ragioni sconosciute, molto probabilmente a causa dei notevoli problemi derivanti dalla sua massa (trasporto sulle ferrovie, infatti i carri messi in servizio successivamente dall'URSS non superarono le 55 tonnellate), il carro armato non fu mai prodotto in serie.  
Il cannone era una conversione di un cannone navale, il meccanismo di caricamento dell'arma era un meccanismo di caricamento assistito con un sistema a nastro trasportatore. Conteneva sei colpi pronti che sarebbero dovuti essere ricaricati. I proiettili erano divisi in due parti: involucro e propellente. L'IS-7 aveva 8 mitragliatrici anche se molto probabilmente ne avrebbe perse 5 se fosse entrato in produzione, secondo Nicholas Moran. Sebbene l'IS-7 fosse un eccellente veicolo da sfondamento, il T-10 era più adatto per battaglie e guerre più lunghe, oltre ad essere più facile ed economico da trasportare. I lavori sull'IS-7 cessarono il 18 febbraio 1949
I cingoli sono stati realizzati appositamente per l'IS-7 (rispetto agli altri carri armati della serie IS). I cingoli dell'IS-7 sono stati i primi ad utilizzare boccole in gomma con perni singoli, tenuti in posizione da bulloni. L'IS-7 ha un totale di sette ruote da strada attaccate ai bracci delle ruote da strada su barre di torsione, limitate da arresti a molla a spirale e ammortizzatori idraulici.
La parte posteriore consentiva il trasporto di serbatoi di carburante esterni.

## Varianti
- Object 261-1 – Variante semovente dell'IS-7, con un cannone da 152 mm M48 montato nella parte anteriore, in un compartimento chiuso. È stato prodotto solo un modellino in legno.
- Object 261-2 – Variante dell'Object 261-1, con compartimento di combattimento semi-aperto, collocato posteriormente e con il gruppo motore/trasmissione in posizione anteriore.
- Object 261-3 – Variante dell'Object 261-2, modificato per montare un potente obice di derivazone navale da 180 mm MU-1 (versione riadattata del modello B-1-P). Furono prodotti 12 prototipi del cannone e del relativo meccanismo di sbalzo e oscillazione prima dell'interruzione del progetto
- Object 263 – Variante cacciacarri dell'IS-7. Un cannone S-70A da 130 mm è montato in un compartimento di combattimento posteriore semi-chiuso.

### Carri armati comparabili
- Carro armato super pesante tedesco E-100, progettato alla fine della seconda guerra mondiale, molto simile in termini di potenza di fuoco e armatura

## Esemplari sopravvissuti
- Museo dei carri armati Kubinka, Russia